# Макниколс Спортс-арена
Макниколс Спортс-арена (англ. McNichols Sports Arena) — крытая спортивная арена в городе Денвер, Колорадо, США. Названа в честь мэра Денвера Уильяма Макниколса (1968—1993). Бывшая домашняя арена клубов НХЛ «Колорадо Эвеланш» и «Колорадо Рокиз» (сейчас — «Нью-Джерси Девилз»), а также клуба НБА «Денвер Наггетс».

## История
Построена в 1975 году. Принимала Матч всех звёзд НБА 1984 и первые две игры финала Кубка Стэнли 1996 года.
Также здесь проходила самая результативная игра в истории НБА — 13 декабря 1983 года «Денвер» принимал «Детройт Пистонс». В этой игре звезда «Поршней» Айзиа Томас набрал 47 очков, а игроки «Наггетс» Карл Вандевег и Алекс Инглиш набрали 51 и 47 соответственно.
Арена принимала также концерты мировых исполнителей и рок-групп.
Арена знаменита также тем, что она стала местом проведения первого в истории чемпионата мира по смешанным единоборствам (UFC) в 1993 году.

## Последние годы
Со временем арена устарела. Раздевалки команд не соответствовали уровню. Взамен «Биг Маку» в 1999 году был построен «Пепси-центр», куда переехали «Лавины» и «Наггетс».
Осенью 1999 года здание было снесено. Так закончилось история одной из самых любимых болельщиками арен.